# Gagrella corrugata
Gagrella corrugata is een hooiwagen uit de familie Sclerosomatidae.